# Bokar
Bokar je jedna od pet najvažnijih kula na dubrovačkim gradskim zidinama. Nalazi se na zapadnom kraju zidina, u neposrednoj blizini tvrđave Lovrijenac.

### Izgradnja i funkcija
Kula je izvedena i dovršena po Michelozzovim nacrtima 1570. godine, iako je gradnja počela još 1461. Arhitektonski je to čist i skladan kružni volumen s tri vijenca, vrlo zanimljiv po unutarnjim prostorijama i terasama. Ima potkovast oblik. Služila je za topničku paljbu u svrhu obrane gradskog opkopa i mosta na Vratima od Pila te nadzor pristupa s mora u slučaju opsade ili iskrcavanja neprijatelja u lučici Pile. U njoj je kazamat za čuvanje streljiva i manjih topova. Zbog položaja prema moru, bila je pogodna za topničke vježbe: od 1463. godine, s Bokara, se ispitivao domet topova.